# Rick Boogs
Eric Bugenhagen (nascido em 19 de outubro de 1987) é um lutador profissional americano e ex-lutador universitário. Ele está atualmente trabalha na WWE, onde atua na marca SmackDown sob o nome de ringue Rick Boogs. Ele está atualmente inativo devido a uma lesão.
Além de sua carreira no wrestling, Bugenhagen também administra um canal no YouTube focado em musculação e comédia.

## Carreira na luta livre amadora
Depois de ganhar um título estadual enquanto estava na Franklin High School em Franklin, Wisconsin, Bugenhagen lutou pela equipe da NCAA Division I University of Wisconsin sob o comando de Barry Davis. Bugenhagen competiu pelo Wisconsin Badgers de 2006 a 2011, começando com 184 libras em sua segunda temporada e no peso pesado em seus anos júnior e sênior. Bugenhagen competiu duas vezes no Campeonato da NCAA, qualificando-se para os torneios de 2010 e 2011 em Omaha, Nebraska e Filadélfia, respectivamente. Ele foi 2-4 na NCAAs e também lutou nas eliminatórias das Olimpíadas dos EUA. Ele se formou em cinesiologia e trabalhou como treinador de luta livre para sua alma mater depois de se formar.

## Carreira na luta livre profissional

### WWE

#### NXT (2017–2021)
Bugenhagen fez sua estreia na luta livre profissional em 19 de outubro de 2017 no episódio do WWE NXT Live, onde ele ficou aquém de Lars Sullivan em uma luta individual. Depois que uma lesão o atrapalhou significativamente, ele voltou a lutar nos eventos ao vivo do NXT sob o nome de ringue Ric Boog. Sob seu nome verdadeiro, Bugenhagen perdeu para Drew Gulak em 6 de fevereiro de 2019 no NXT em sua estreia na televisão. No episódio de 1º de maio de 2019 do WWE Worlds Collide, ele participou de uma batalha real de 20 homens como Rik Bugez, competindo contra outros lutadores populares como Brian Kendrick, Akira Tozawa, Drew Gulak, Tyler Bate e o vencedor Roderick Strong. No episódio de 21 de fevereiro de 2019 do WWE NXT Live, Bugez se uniu a Denzel Dejournette para enfrentar sem sucesso os Campeões de Duplas do NXT da época, The Viking Raiders (Ivar e Erik). Um confronto notável de sua carreira ocorreu no episódio de 22 de fevereiro de 2020 do WWE NXT Live, onde Bugez competiu sem sucesso contra Finn Balor em um combate perdido.
Bugez fez várias aparições como extra nos shows principais, sendo um dos muitos artistas do NXT sendo usado como parte de uma multidão improvisada no Raw no início da pandemia do COVID-19 em 2020. Antes da WrestleMania 37, Bugez interpretou o personagem representante da Old Spice Joseph Average/The Nightpanther em vários anúncios nos bastidores da Fastlane e depois da WrestleMania 37, durante a qual ele derrotou R-Truth e Akira Tozawa para conquistar o Campeonato 24/7 duas vezes, embora o segundo reinado não é oficialmente reconhecido pela WWE.

#### Aliança com Shinsuke Nakamura e lesão (2021–presente)
Em 21 de maio de 2021, Bugez, agora com o nome de ringue Rick Boogs, fez sua estréia no SmackDown, tocando com Shinsuke Nakamura no ringue com uma guitarra elétrica. Ele fez sua estréia no ringue no episódio de 20 de agosto do SmackDown, em parceria com Nakamura para derrotar Apollo Crews e Commander Azeez. Na WrestleMania 38, Boogs e Nakamura enfrentaram The Usos pelo Campeonato de Duplas do SmackDown, no qual The Usos reteve. Durante a partida, Boogs sofreu uma lesão no tendão do quadríceps/patelar, exigindo cirurgia.

### Evolve (2020)
Bugenhagen, como Rik Bugez, fez sua primeira luta na cena independente no EVOLVE 143, evento promovido pela Evolve durante seu relacionamento com a WWE em 17 de janeiro de 2020, onde enfrentou Joe Gacy em um combate perdido. Uma noite depois, no EVOLVE 144, Bugez marcou sua primeira vitória ao derrotar Anthony Greene.

## Campeonatos e conquistas
- WWE
  - Campeonato 24/7 (2 times)[15]